# 馬尼基夫卡

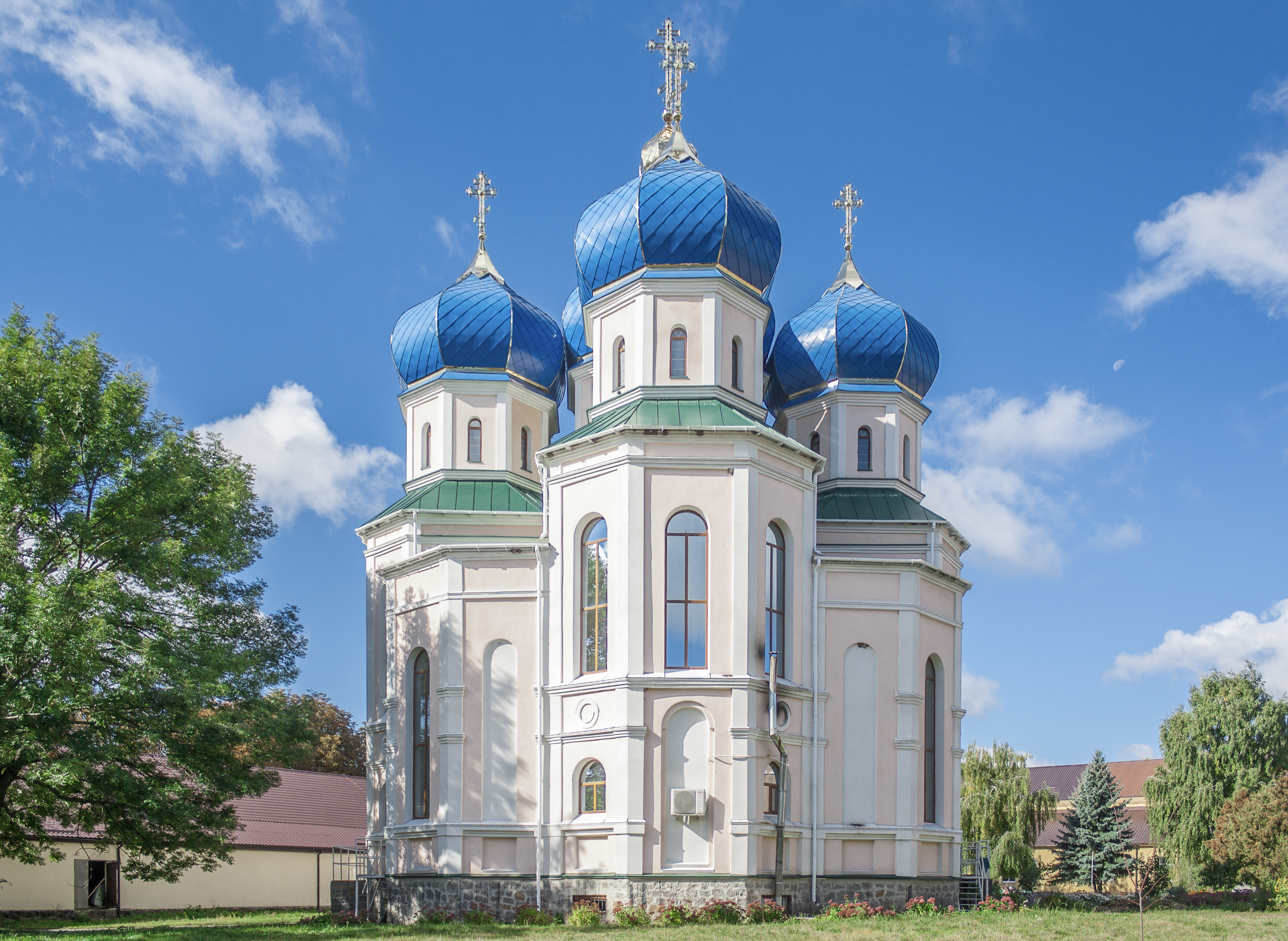
教堂

马尼基夫卡是位於烏克蘭中部切爾卡瑟州的市級鎮，原為馬尼基夫卡區的区府，現由烏曼區的马尼基夫卡市镇管轄，為該市鎮的行政中心。該鎮處於切爾卡瑟以西180公里，2014年人口7,828人。

## 圖集

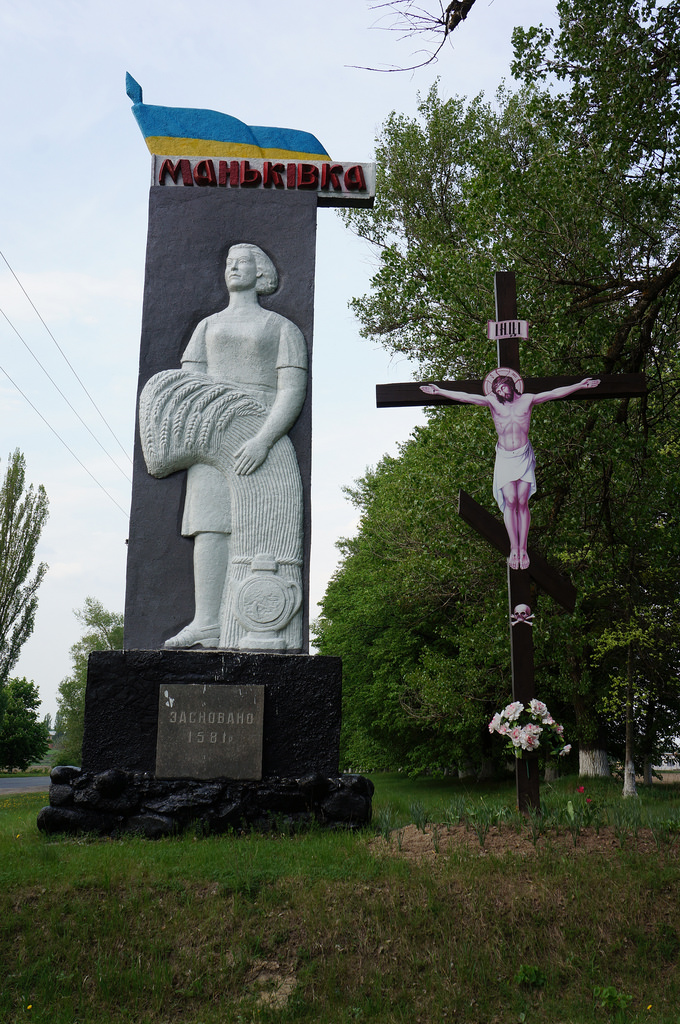
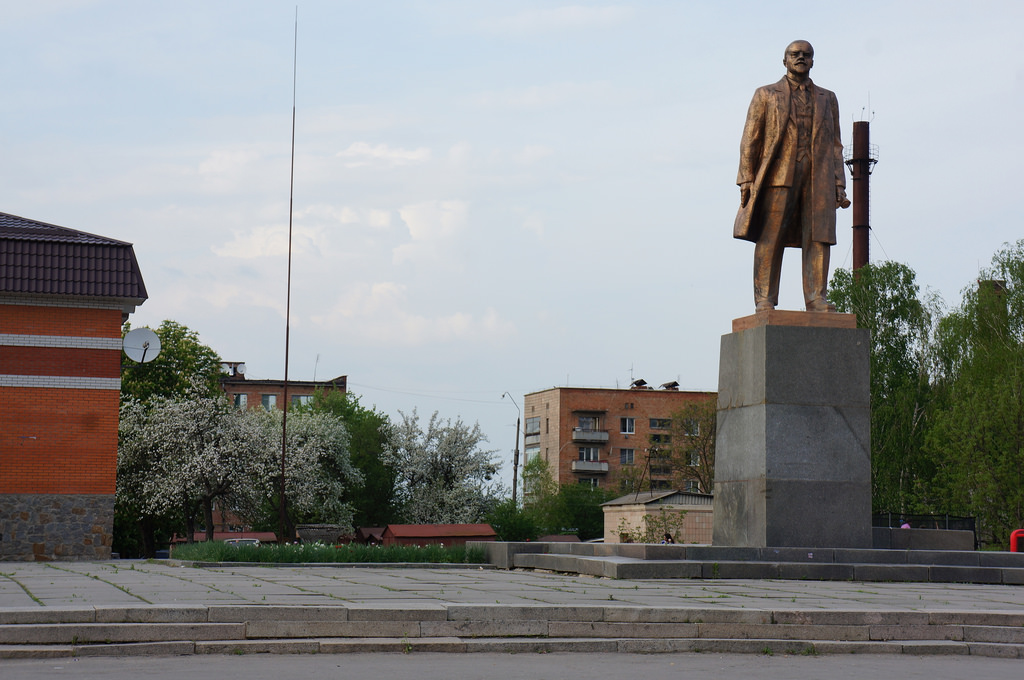
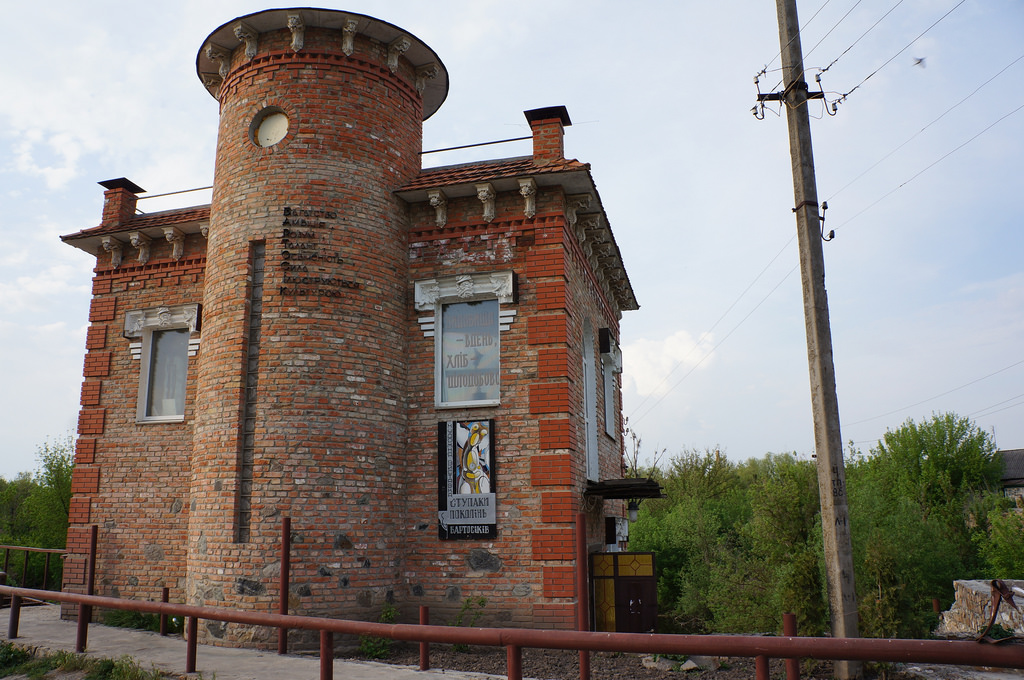

## 外部連結
- https://web.archive.org/web/20111220015834/http://mankivka.com.ua/* . Our Fatherland - Mankivka.   [12 January 2012]. （原始内容存档于2011年12月20日） （乌克兰语）.